# Štětí
Štětí (in tedesco Wegstädtl) è una città della Repubblica Ceca facente parte del distretto di Litoměřice, nella regione di Ústí nad Labem.